# Bouloire
Bouloire – miejscowość i gmina we Francji, w regionie Kraj Loary, w departamencie Sarthe.
Według danych na rok 2010 gminę zamieszkiwało 2101 osób, a gęstość zaludnienia wynosiła 78 osób/km².
Znajduje się tu kościół pw. św. Jerzego, w którym nigdy dotąd nie odprawiono mszy św. według NOM czyli tzw. "posoborowej" lub "reformowanej" według rytu Pawła VI z 1969 r. Odprawia się tam wciąż msze św. według tradycyjnego rytu rzymskiego (zwanego też trydenckim).